# (36776) 2000 RV102
2000 RV102 (asteroide 36776) é um asteroide da cintura principal. Possui uma excentricidade de 0.03536400 e uma inclinação de 12.25324º.
Este asteroide foi descoberto no dia 5 de setembro de 2000 por LONEOS em Anderson Mesa.